# Carl Frederik von Breda
Carl Frederik von Breda (Stoccolma, 1759 – 1818) è stato un pittore svedese.
Allievo di Joshua Reynolds in Inghilterra dal 1787 al 1796, è particolarmente celebre per il suo ritratto di  Hans Axel von Fersen.